# Municipio de White River (condado de Hamilton)
El municipio de White River (en inglés: White River Township) es un municipio ubicado en el condado de Hamilton en el estado estadounidense de Indiana. En el año 2010 tenía una población de 2486 habitantes y una densidad poblacional de 17,12 personas por km².

## Geografía
Según la Oficina del Censo de los Estados Unidos, tiene una superficie total de 145.21 km², de la cual 144.01 km² corresponden a tierra firme y (0.83%) 1.2 km² es agua.

## Demografía
Según el censo de 2010, había 2486 personas residiendo. La densidad de población era de 17,12 hab./km². De los 2486 habitantes, estaba compuesto por el 97.43% blancos, el 0.56% eran afroamericanos, el 0.28% eran amerindios, el 0.64% eran asiáticos, el 0.16% eran isleños del Pacífico, el 0.48% eran de otras razas y el 0.44% pertenecían a dos o más razas. Del total de la población el 1.33% eran hispanos o latinos de cualquier raza.